# Fiat 2000
Fiat 2000 je bil tank italijanske vojske.

## Zgodovina
Že leta 1915 je Luigi Cassali naredil načrt za tank. Avtomobilska tovarna FIAT je prvo podjetje, ki se je lotilo izdelave prvega italijanskega tanka. Prvi prototip je bil narejen 21. junija 1917. Zaradi veliko težav s tem tankom je bil zaključni tip tanka narejen šele leta 1918. Tank ni prišel v serijsko proizvodnjo. Naročenih je bilo 50, vendar se je s koncem vojne končal tudi ta projekt. Narejena sta bila le dva prototipa.

## Opis
Fiat 2000 je bil podobnih dimenzij kot tank Mark V, vendar je bil težak 40 ton, Mark V pa le 28 ton. Tank Fiat je bil sposoben prevažati 10 ljudi. S 600 litrskim tankom je bil njegov doseg 75 kilometrov. Njegova slabost je bila hitrost, to se je pokazalo v bojnih razmerah, ko tank ni mogel slediti hitrim premikom sovražnikov. Tudi to je vplivalo, da se tank ni uveljavil ter šel v serijsko proizvodnjo.